# Ла Раја (Сан Франсиско Кахонос)
Ла Раја (шп. La Raya) насеље је у Мексику у савезној држави Оахака у општини Сан Франсиско Кахонос. Насеље се налази на надморској висини од 1820 м.

## Становништво
Према подацима из 2005. године у насељу је живело 7 становника.

### Хронологија
| Година       | 2000       | 2005 |
| ------------ | ---------- | ---- |
| Становништво | 13 (5 / 8) | 7    |

### Попис
| # | Индикатор                        | Вредност |
| - | -------------------------------- | -------- |
| 1 | Укупно појединачних домаћинстава | 2        |